# Тунель Парк-авеню
Тунель Парк-авеню також Мюррей-Гілл (англ. Park Avenue Tunnel) — тунель довжиною 488 м, який проходить під сімома кварталами Парк-авеню в Мюррей-Гілл, у Нью-Йоркському боро Мангеттен. Раніше напрям руху здійснувався на північ від 33-ї вулиці до віадуку Парк-авеню. Тунель знаходиться під юрисдикцією Департаменту транспорту Нью-Йорка. Призначений для транспортування транспортних засобів однієї смуги автомобільного руху в північному напрямку від Східної 33-ї вулиці до Східної 40-ї вулиці. Від 40-ї вулиці на північ рух продовжується по віадуку Парк-авеню навколо Гранд-Сентрал-Стейшн до 46-ї вулиці. Вертикальний просвіт тунелю становить 2,72 м.
Лінія IRT Lexington Avenue нью-йоркського метрополітену, на якій курсують потяги 4, 5, 6 і <6> ліній, проходить паралельно тунелю Парк-авеню у двох суміжних тунелях під ним.

## Історія
Тунель колись проходив залізницею Нью-Йорка та Гарлема, а пізніше по ньому ходили – трамваї цієї компанії. Тоді він називався тунелем Мюррей-Гілл. Тунель спочатку був побудований як відкрита скеля, який був завершений в 1834 році, після чого Нью-Йоркська і Гарлемська залізниця була відкрита аж до Йорквіля, до 85-ї вулиці. Перші потяги, які використовували тунель, були кінними. Потім по ньому почали ходити паровози сполученням Нью-Йорка і Гарлема у 1837 році до тих пір, поки паровози не були заборонені на південь від 42-ї вулиці в 1858 році.